# (1190) Pelagia
(1190) Pelagia ist ein Asteroid des Hauptgürtels, der am 20. September 1930 vom russischen Astronomen Grigori Nikolajewitsch Neuimin in Simejis entdeckt wurde.
Benannt ist der Asteroid nach der russischen Astronomin Pelageja Fjodorowna Schain.